# Otopharynx walteri
Otopharynx walteri là một loài cá thuộc họ Cichlidae và là loài đặc hữu của hòn đảo Nakantenga phía tây nam hồ Malawi.